# Комитет государственных доходов Министерства финансов Казахстана
Комитет государственных доходов МФ РК (каз. Қазақстан Республикасының Мемлекеттік кіріс комитеті) — комитет Министерства финансов Казахстана, осуществлявший руководство и межотраслевую координацию в сфере обеспечения поступлений государственных доходов. В 1998—2002 годах назывался Министерство государственных доходов..

## Структура
на 2019 год
Управления:
1. Управление по защите государственных секретов и мобилизационной работы
2. Юридическое управление
3. Управление международного сотрудничества
4. Управление по связям с общественностью
5. Управление стратегического развития
6. Управление информационной безопасности

Департаменты:
1. Департамент управления персоналом и организационно-финансовой работы
2. Департамент анализа, статистики и управления рисками
3. Департамент цифровизации и государственных услуг
4. Департамент информационных технологий
5. Департамент налоговой методологии
6. Департамент таможенной методологии
7. Департамент контроля
8. Департамент аудита
9. Департамент оперативного контроля[2][3]

## История
Министерство государственных доходов Республики Казахстан образовано в соответствии с Указом Президента Республики Казахстан от 12 октября 1998 года № 4114 «О дальнейшем реформировании системы государственных органов Республики Казахстан». Указом новому министерству было поручено руководство деятельностью территориальных налоговых и таможенных органов Республики Казахстан. Из ведения Министерства финансов Республики Казахстан в ведение новообразованного министерства были переданы функции и полномочия по управлению имуществом и делами Налогового комитета, Таможенного комитета, Комитета налоговой полиции, а также передано акционерное общество «Агентство по реорганизации и ликвидации предприятий». Из ведения Министерства энергетики, индустрии и торговли Республики Казахстан Министерству государственных доходов Республики Казахстан были переданы функции и полномочия по управлению имуществом и делами Комитета по государственному контролю над производством и оборотом алкогольной продукции. Постановлением Правительства Республики Казахстан от 25 февраля 1999 года № 173 было утверждено Положение о Министерстве государственных доходов Республики Казахстан.
Указом Президента Республики Казахстан от 22 января 2001 года № 536 «О мерах по совершенствованию правоохранительной деятельности в Республике Казахстан» Комитет налоговой полиции Министерства государственных доходов Республики Казахстан был распущен, а его функции и полномочия по управлению имуществом и делами переданы новообразованному Агентству финансовой полиции Республики Казахстан, не входящему в состав Правительства Республики Казахстан. Постановлением Правительства Республики Казахстан от 23 ноября 2001 года № 1508 в структуре Министерства государственных доходов Республики Казахстан образован Комитет по работе с несостоятельными должниками.
Согласно Указу Президента Республики Казахстан от 28 августа 2002 года № 931, произошла реорганизация Министерства государственных доходов Республики Казахстан путём его присоединения к Министерству финансов Республики Казахстан с передачей функций и полномочий в области планирования государственных доходов Министерству экономики и бюджетного планирования Республики Казахстан; таможенного дела — Агентству таможенного контроля Республики Казахстан.

## Функции
В соответствии с п. 10 ранее действовавшего Положения о Министерстве государственных доходов Республики Казахстан, к основным функциям министерства были отнесены: контроль за соблюдением законодательства, предусматривающего поступление налогов, таможенных и других обязательных платежей в бюджет; обеспечение государственного контроля над оборотом и производством алкогольной продукции; осуществление лицензирования деятельности, связанной с организацией и проведением лотерей в Республике Казахстан; организация и совершенствование таможенного дела; межотраслевая координация деятельности центральных и местных исполнительных органов и других государственных органов в вопросах контроля над производством и оборотом алкогольной продукции; организация работы по принудительному взиманию задолженности по налогам, таможенным и другим обязательным платежам в бюджет; исполнение международных обязательств Республики Казахстан по вопросам борьбы с налоговыми правонарушениями и ряд других функций.

## Главы

### Министры
- З. Какимжанов (январь 1999 — январь 2002)

### Председатели Комитета
- Жаналинов Данияр Еренгалиевич(август 2022 года - н.в.)